# Борсоев, Илья Бузинаевич

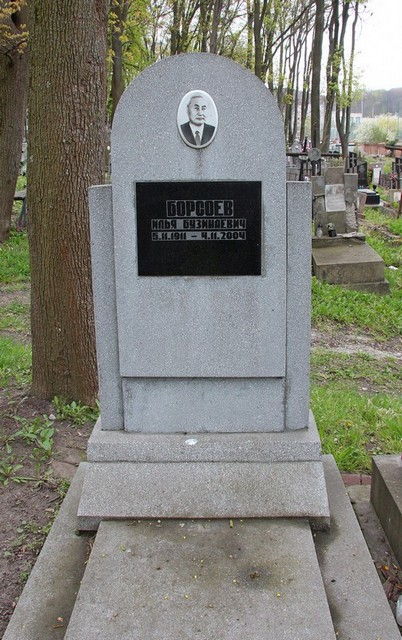

Илья Бузина́евич Борсо́ев (5 ноября 1911, улус Холбот, Иркутская губерния — 4 ноября 2004, Львов, Украина) — государственный и партийный деятель Бурят-Монгольской АССР, Председатель Президиума Верховного Совета Бурят-Монгольской АССР (июнь 1940 — апрель 1941). Председатель Верховного Совета Бурят-Монгольской АССР первого созыва (апрель 1941 — сентябрь 1946 г.). Педагог.

## Биография
Родился в улусе Холбот Иркутской губернии (ныне исчезнувший населённый пункт в муниципальном образовании «Кырма» Баяндаевского района Усть-Ордынского Бурятского автономного округа) в семье скотовода. Бурят. В возрасте одного года остался сиротой. Младший брат Влади́мира Бузина́евича Борсо́ева, Героя Советского Союза.
С 1932 года член ВКП (б). Направлен на комсомольскую работу: заведующий отделом, секретарь Эхирит-Булагатского, а затем Боханского райкома ВЛКСМ.
В 1933 — секретарь Селенгинского райкома ВЛКСМ, затем — инструктор Бурят-Монгольского областного комитета ВЛКСМ.
В 1938 избран депутатом Верховного Совета Бурят-Монгольской АССР.
В январе 1940 года избран Председателем Президиума Верховного Совета Бурят-Монгольской АССР. В феврале 1940 за выдающиеся успехи в сельском хозяйстве, в особенности за перевыполнение планов по животноводству награждён орденом «Знак Почёта».
На этом посту работал до апреля 1941, до избрания его на пятой сессии республиканского парламента Председателем Верховного Совета Бурят-Монгольской АССР первого созыва.
В мае 1941 года избран секретарем обкома ВКП (б) по лесной промышленности. В ноябре того же года назначен начальником Политсектора при Наркомземе Бурят-Монгольской АССР.
В 1945 окончил Высшую школу парторганизаторов при ЦК ВКП(б) и направлен первым секретарём Хоринского райкома партии, где трудился до сентября 1946 года.
Позже на преподавательской работе на Западной Украине. Преподаватель, доцент, декан экономического факультета (1954—1957) Львовского сельскохозяйственного института (ныне Львовский национальный аграрный университет).

## Награды
- Орден «Знак Почёта» (29.02.1940) — за выдающиеся успехи в сельском хозяйстве, в особенности за перевыполнение планов по животноводству